# STS-103
STS-103 (Space Transportation System-103) var Discoverys 27. rumfærge-mission.
Opsendt 19. december 1999 og vendte tilbage den 27 december 1999.
Missionen var servicemission 3.A (den tredje) til Hubble-rumteleskopet i rumfærge-programmet.
Hubble var blevet opsendt med STS-31, men teleskopet havde en fejl der blev repareret på STS-61 servicemission 1; servicemission 2 blev udført af STS-82 missionen.
Efterfølgende servicemissioner til Hubble: STS-109 servicemission 3.B (den fjerde) og den femte og sidste Hubble-mission med rumfærgerne er STS-125 servicemission 4 planlagt i sommeren 2008.
Hubble har seks gyroskoper og skulle dengang bruge mindst tre for at virke. Tre af dem svigtede og NASA besluttede at opdele den planlagte servicemission 3 med forventet opsendelse i juni 2000 i servicemission 3A og 3B. 3A skulle være en fremskyndet reparationsmission og 3B skulle som planlagt udskifte instrumenter. Den 13. november 1999 svigtede det fjerde gyroskop og Hubble blev sat i dvale med låget sat foran kikkertåbningen. NASA turde ikke risikere at Hubble ved et uheld pegede mod solen og brændte sine sensorer af. I december 1999 reparerede Discoverys astronauter Hubble men de måtte opgive at udføre alle opgaverne. På grund af Y2K-problemet skulle Discovery lande før nytåret 1999-2000.

## Besætning
- Curtis Brown (kaptajn)
- Scott Kelly (pilot)
- Steven Smith (1. missionsspecialist)
- /  Michael Foale (2. missionsspecialist)
- John Grunsfeld (3. missionsspecialist)
- Claude Nicollier (4. missionsspecialist) ESA
- Jean-Francois Clervoy (5. missionsspecialist) ESA

## Arbejder på Hubble
- For at kunne dreje Hubble mod diverse objekter og for at kunne fastholde teleskopet mod disse har Hubble fire svinghjul. Til at kontrollere bevægelsen har Hubble seks gyroskoper der altid peger i samme retninger som reference. Tre gyroskoper bruges ad gangen og tre er i reserve. De roterer med 19.200 o/min og slides med tiden. Fire af de seks gyroskoper var i stykker men Hubble blev udstyret med seks friske gyroskoper. Hubble fik tidligere nye gyroskoper i 1993.
- For at Hubble kan pege mod et bestemt mål har den tre Fine Guidance Sensor (FGS) der indeholder spejle, prismer og linser. De er en slags søgekikkerter der angiver retningen med stor præcision. FGS1 blev udskiftet med den FGS der blev hentet ned på servicemission 2 og senere ombygget, således at jordstationen kan aflæse den. Den udskiftede FGS skal selv ombygges og geninstalleres på servicemission 4 i 2008.
- Hubbles DF-224 computer blev opgraderet til en strålingshærdet Intel 80486 processor med 2 MB RAM. Den er tyve gange hurtigere end den gamle og har seks gange så meget hukommelse.
- Til opbevaring af data fra instrumenterne indtil de kan transmitteres havde Hubble fra starten af tre Engineering Science Tape Recorders (ESTR) båndstationer, på hver 1,2 GB. Der er mange bevægelige dele i en båndstation og båndene slides efterhånden. Derfor blev den ene båndstation udskiftet med en Solid State Recorder (SSR) halvlederbaseret hukommelse på 12 gigabyte. Hubble fik udskiftet den første båndstation i 1997.
- Den defekte S-båndsradiosender S-Band Single Access Transmitter (SSAT) blev udskiftet. Hubble har to SSAT til at sende data til jordstationen via Tracking and Data Relay Satellite netværk.
- Hubble-teleskopet omkredser Jorden på 97 minutter og skifter fra at være i den brændende sol til den iskolde jordskygge. For at undgå at teleskopet slår sig ved bratte temperaturændringer er Hubble pakket ind i isolerende tæpper. Disse er med tiden mørnet af ultraviolet stråling og klodsede astronauter. NOBL (New Outer Blanket Layer) er specialsyede stykker der anbringes ovenpå de værst medtagne steder. Tre NOBL blev lagt på af Discoverys astronauter og fire skal lægges på på senere missioner.
- Hubble-teleskopet kredser rundt i termosfæren og nedbremses ganske langsomt af den ekstremt tynde luft. Discovery steg op til 570 km mens Hubble var koblet til rumfærgen. Da Hubble ikke har nogen raketmotor er denne procedure nødvendig.

- Rumvandring ved Hubble

Hovedartikler: